# Alpenus macularia
Alpenus macularia är en fjärilsart som beskrevs av Walker 1865. Alpenus macularia ingår i släktet Alpenus och familjen björnspinnare. Inga underarter finns listade i Catalogue of Life.